# Begonia strigulosa
Begonia strigulosa là một loài thực vật có hoa trong họ Thu hải đường. Loài này được (Hassk.) A.DC. mô tả khoa học đầu tiên năm 1864.